# 12175 Wimhermans
12175 Wimhermans eller 3197 T-3 är en asteroid i huvudbältet som upptäcktes den 16 oktober 1977 av den nederländsk-amerikanske astronomen Tom Gehrels och det nederländska astronomparet Ingrid van Houten-Groeneveld och Cornelis Johannes van Houten vid Palomarobservatoriet. Den är uppkallad efter författaren Willem Frederik Hermans.
Asteroiden har en diameter på ungefär 12 kilometer och den tillhör asteroidgruppen Themis.